# Binnenwater
De binnenwateren van een land bestaan uit alle wateren aan de landzijde van de basislijn. Dit ter onderscheid van de zee.
De binnenwateren zijn in twee groepen te verdelen:
- rivieren, kanalen en meren die voor binnenvaartschepen bevaarbaar zijn (meestal aangeduid als vaarweg);
- alle maritieme wateren achter de basislijn: baaien, mondingen en zeehavens.[1]

## Nederland
Formeel zijn binnenwateren de wateren die in Nederland zijn gelegen binnen de langs de Nederlandse kust gaande lijn, die loopt van:
- het snijpunt van de breedtecirkel 53°26'.5 N met de Duitse kust ter plaatse van Upleward,
- vandaar naar het punt met de coördinaten 53°26'.5 N en 006°55'.9 E,
- vandaar naar een punt gelegen 25 meter westelijk van de kop van de strekdam van Borkum,
- vandaar via de noordelijkste punten van Rottumeroog, Rottumerplaat en de zandplaat Simonszand, naar het oostelijkste punt van Schiermonnikoog, en voorts langs de noordelijke kust naar het westelijkste punt van Schiermonnikoog,
- vandaar naar het noordelijkste punt van de zandplaat Het Rif,
- vandaar naar het oostelijkste punt van Ameland en voorts langs de noordelijke kust naar het westelijkste punt van dit eiland,
- vandaar naar het oostelijkste punt van Terschelling en voorts langs de noordelijke kustlijn naar het westelijkste punt van dit eiland,
- vandaar naar het noordelijkste punt van Vlieland en voorts langs de noordelijke kust naar het westelijkste punt van dit eiland,
- vandaar naar het noordelijkste punt van Texel en voorts langs de westelijke kust tot het snijpunt van de kustlijn en de lijn tussen het Loodsmansduin te Texel, met de coördinaten 53°01'.3 N en 004°43'.7 E, en het punt met de coördinaten 52°58'.4 N en 004°39'.4 E op het eiland Noorderhaaks,
- vandaar naar het punt met de coördinaten 52°58'.4 N en 004°39'.4 E,
- vandaar naar de Noord-Hollandse kust ter hoogte van de vuurtoren Kijkduin bij Den Helder en voorts langs de kust van Noord- en Zuid-Holland, waarbinnen zijn begrepen de hoofden van IJmuiden, Scheveningen en Hoek van Holland, tot aan de Haringvlietdam,
- vandaar langs de zeezijde van deze dam en de zeezijde van de buitenhaven van Stellendam, naar Goeree en voorts langs de westelijke kust hiervan naar de Brouwersdam,
- vandaar langs de zeezijde van deze dam naar Schouwen en voorts langs de westelijke kust hiervan naar de afsluiting in de Oosterschelde,
- vandaar langs de zeezijde van deze afsluiting, over de havenhoofden van de vluchthaven Neeltje Jans en de Noordland Buitenhaven (Roompotsluis), naar Noord-Beveland en voorts langs de kustlijn hiervan naar de Veersedam,
- vandaar langs de zeezijde van deze dam naar Walcheren en voorts langs de westelijke kust hiervan naar de lichtopstand de Nolle, met de coördinaten 51°26'.9 N en 003°33'.1 E, bij Vlissingen,
- vandaar naar de lichtopstand Nieuwe Sluis, met de coördinaten 51°24'.4 N en 003°31'.3 E, in Zeeuws-Vlaanderen en voorts langs de noordwestelijke kust hiervan naar het punt van grensovergang tussen Nederland en België.

Bestuurlijk gezien kan, in Nederland, binnenwater tegelijk buitenwater zijn.

## België
- Formeel zijn dat alle waterwegen behalve de Zeeschelde beneden Antwerpen.

## Zones
De binnenwateren worden door de Europese economische commissie van de Verenigde Naties ingedeeld in een zone. De indeling van die zones is gebaseerd op een minimale en maximale waarde voor een gedefinieerde significante golfhoogte. De zone-indeling is bepalend voor o.a. de richtlijnen m.b.t. uitrustingseisen die aan schepen worden gesteld.
De normering voor de zones is als volgt:
- Zone 0: golfhoogte > 2 m
- Zone 1: golfhoogte tussen 1,2 m en 2,0 m
- Zone 2: golfhoogte tussen 0,6 m en 1,2 m
- Zone 3: golfhoogte tot 0,6 m
- Zone 4: geen golfhoogte gegeven

De zones zijn ingedeeld naar vaarweg volgens Bijlage I van Europese richtlijn 2006/87/EG:

### Zone 2 Nederland
- Dollard
- Eems
- Waddenzee, met inbegrip van de verbindingen met de Noordzee
- IJsselmeer, met inbegrip van het Markermeer en het IJmeer, doch met uitzondering van de Gouwzee
- Nieuwe Waterweg en het Scheur
- Calandkanaal ten westen van de Benelux-haven
- Hellegat
- Volkerak
- Krammer
- Grevelingenmeer en Brouwershavensche Gat, met inbegrip van de waterwegen tussen Schouwen-Duiveland enerzijds en Goeree-Overflakkee anderzijds
- Keten, Mastgat, Zijpe, Krabbenkreek, Oosterschelde en Roompot, met inbegrip van de waterwegen tussen Walcheren, Noord-Beveland en Zuid-Beveland enerzijds en Schouwen-Duiveland en Tholen anderzijds, met uitzondering van het Schelde-Rijnkanaal
- Schelde en Westerschelde en de zeemonding daarvan, met inbegrip van de waterwegen tussen Zeeuwsch-Vlaanderen enerzijds en Walcheren en Zuid-Beveland anderzijds, met uitzondering van het Schelde-Rijnkanaal

### Zone 3 Nederland
- Rijn. Artikel 22 van de Herziene Rijnvaartakte noemt dit de zone R.
- Sneekermeer, Koevordermeer, Heegermeer, Fluessen, Slotermeer, Tjeukemeer, Beulakerwijde, Belterwijde, Ramsdiep, Ketelmeer, Zwartemeer, Veluwemeer, Eemmeer, Gooimeer, Alkmaardermeer, Gouwzee, Buiten IJ, Afgesloten IJ, Noordzeekanaal, havens van IJmuiden, havengebied van Rotterdam, Nieuwe Maas, Noord, Oude Maas, Beneden Merwede, Nieuwe Merwede, Dordtsche Kil, Boven Merwede, Waal, Bijlandsch Kanaal, Boven Rijn, Pannerdensch Kanaal, Geldersche IJssel, Neder Rijn, Lek, Amsterdam-Rijnkanaal, Veerse meer, Schelde-Rijnkanaal tot aan de uitmonding in het Volkerak, Amer, Bergsche Maas, Maas beneden Venlo, Europort, Calandkanaal (ten oosten van de Beneluxhaven), Hartelkanaal

### Zone 3 België
- Zeeschelde beneden Antwerpen

### Zone 4 Nederland
- Alle overige rivieren, kanalen en meren, niet genoemd onder de zones 1, 2 en 3

### Zone 4 België
- Het gehele Belgische net, met uitzondering van het vaarwater van zone 3